# 沃克吕兹山脉

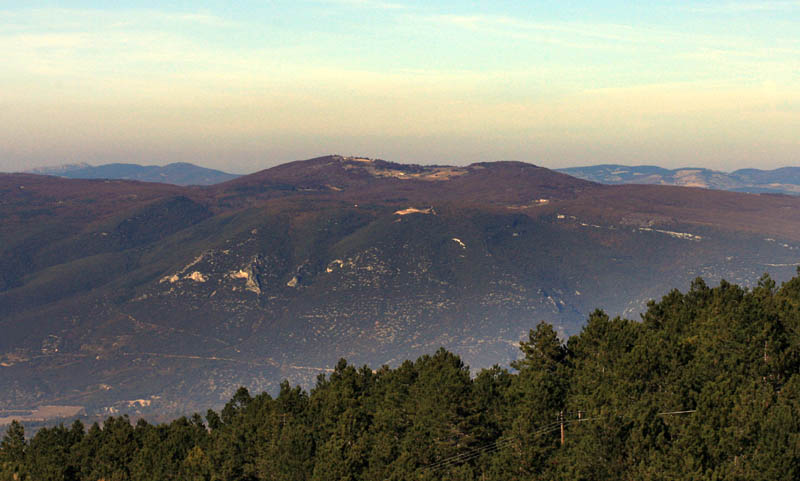

44°10′28″N 5°16′44″E / 44.1744°N 5.2789°E
沃克呂兹山脈（法語：Monts de Vaucluse）是法國的山脈，位於該國東南部，由普羅旺斯-阿爾卑斯-蔚藍海岸大區負責管轄，處於呂貝龍和旺图山之間，最高點海拔高度1,256米，